# Вилем Александър Ван Ее
Вилем Александър Ван Ее е нидерландски дипломат.
Той е посланик в България от 2005 г. Преди това е бил дипломат в Италия.
Състезател по гребане на гребен клуб „Левски“. Участва в републиканските първенства по гребане за мъже през 2007, 2008 и 2009 г. През 2009 година е в отбора, спечелил 3-то, а през 2013 година – 2-ро място в отборното класиране. Републикански шампион за мъже на двойка с кормчия през 2015 г.